# Tip de voce umană
Prin tip de voce umană, sau pe scurt, tip de voce, se înțelege un anumit tip de voce de cântat a unui cântăreț, care are anumite caracteristici și calități, care o fac unic identificabilă. Printre aceste calități, fără a le epuiza, se pot menționa întinderea vocală (sau registrul vocal), greutate vocală, tessitura vocii, timbrul vocal și tranziția vocii. Alte caracteristici vocale ale tipului de voce de cântat sunt frecvența, modularea, vorbirea și intensitatea sonoră.
Clasificarea vocală este extrem de importantă pentru cântăreți, compozitori, aranjori și scenografi muzicali, realizatori ai actului artistic, precum și pentru publicul ascultător, care este receptorul mesajului artistic.

## Clasificarea tipurilor de voci

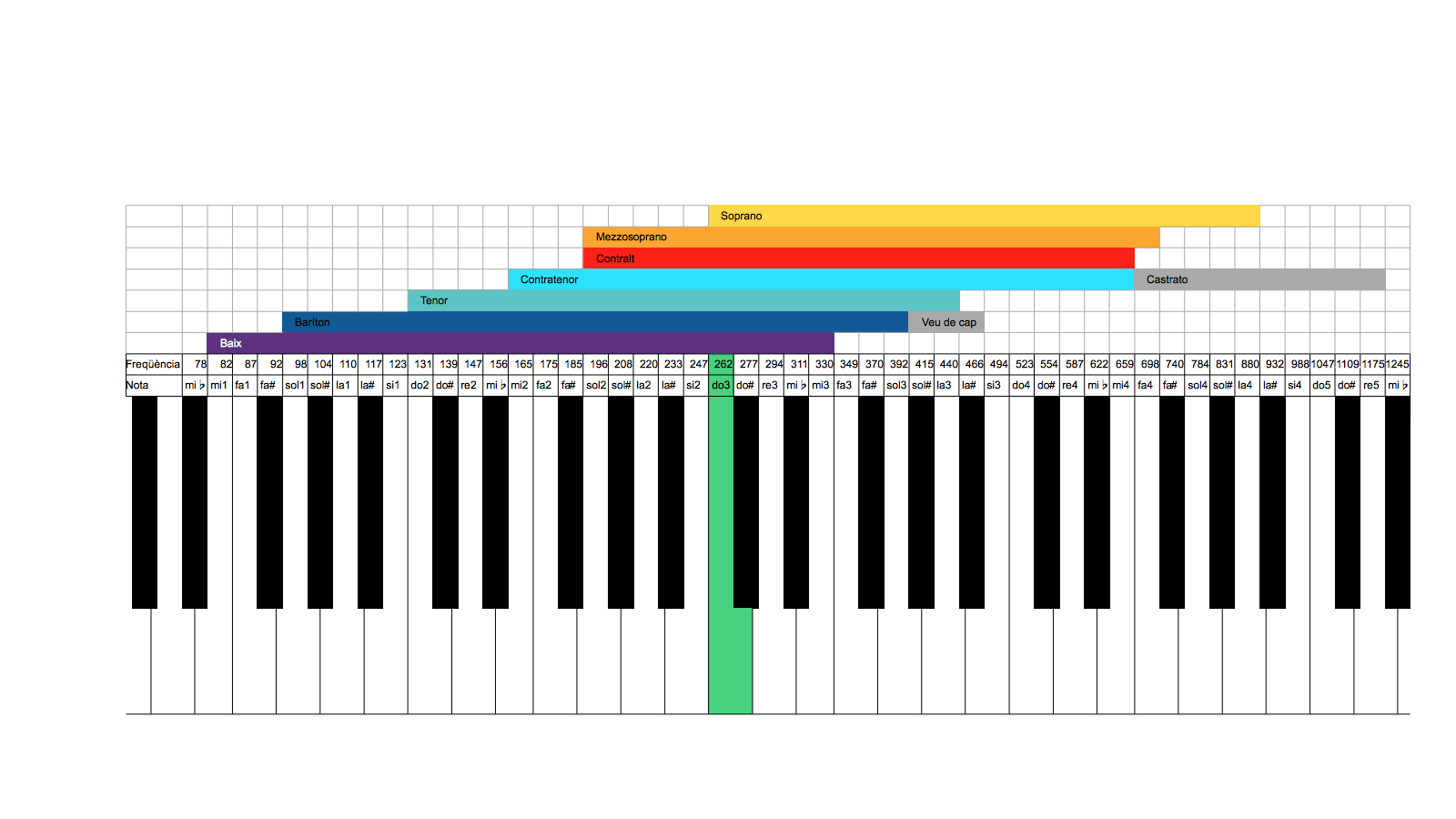
Registrul vocal uman - (de sus în jos) — galben ocru → soprană –– portocaliu → mezzo-soprană –– roșu → contralto –– albastru deschis → contratenor –– gri → castrato –– albastru mediu → tenor –– albastru ultramarin → bariton –– indigo → bas

## Tipuri de voci masculine
Cel mai răspândit tip de voce masculină din lume este baritonul, acesta oferind și cele mai multe posibilități posesorului său.